# Franck Vlehi
Franck Vlehi,, de son vrai nom Franck Hervé Vlehi né le 28 octobre 1975 à Abidjan est un acteur, réalisateur et producteur ivoirien. Il a eu le rôle de Géraud dans la série Brouteur.com.

## Biographie
Franck Vlehi né à Abidjan, a connu une enfance  sans histoire avant d'embrasser une formation de financier.

## Carrière
Franck Vlehi commence sa carrière en 2002 dans la publicité à la télévision. En 2006 Alain Guikou lui donne une chance pour son premier rôle dans la série Signature. Il enchaîne en 2010 avec la série Extrême Obsession, en 2012 Et si Dieu n'existait pas avec l'acteur Guy Kalou et en 2011 et en 2016 il campera le rôle de Géraud dans la série Brouteur.com.
Dès 2011, il concrétise son vœu de participer à une puissante industrie cinématographique en Côte d'Ivoire, il crée Lully Grace Production. Il réalise et produit la série Les Coups de la vieet en les 2024 il réalise la série Les nounous 

## Récompense
Il a été récompensé pour la 26ème édition du Festival panafricain du cinéma et de la télévision de Ouagadougou (FESPACO). Et il a reçu le Prix de la meilleure réalisation série télé lors de la cinquième édition de la Nuit Ivoirienne du Septième Art et de l’Audiovisuel (NISA) en 2024 en Côte d'Ivoire à Abidjan.

## Filmographie

### Séries télévisées
- 2016 : Signature
- 2010 : Extrême Obsession
- 2011 : Brouteur.com : Géraud
- 2012 : Et si Dieu n'existait pas
- 2016 : My Weeding Day
- 2016 : Sœurs ennemies
- 2016 : Denrée rare
- 2021 : Les Coups de la vie
- 2023 : Or Blanc
- 2024 : Les nounous
- 2023 : Obantaga
- 2018 : Les larmes de l'amour